# Файнс, Грегори, 10-й барон Дакр
Грегори Файнс, 10-й Барон Дакр (англ. Gregory Fiennes, 10th Baron Dacre; 25 июня 1539 — 29 сентября 1594) — английский дворянин, 10-й барон Дакр (с 1558 года).

## Биография
Грегори Файнс был вторым ребёнком и младшим сыном в семье Томаса Файнса, 9-го барона Дакра и его супруги Мэри Невилл, дочери Джорджа Невилла, 3-го барона Абергавенни. Его отец был повешен за убийство на охоте, когда он был ребёнком, а титул и владения семьи были конфискованы в пользу короны.
В 1558 году королева Елизавета I восстановила Грегори в правах дворянства и вернула ему титул барон Дакр, которым он владел до конца жизни.
В 1565 году Грегори женился на Анне Саквилл (ум. 1595), у пары была дочь Элизабет, умершая в детстве.
В апреле 1572 года Грегори входил в делегацию, которая была отправлена во Францию, для переговоров с королём Карлом IX по поводу ратификации оборонительного договора в Блуа.
Скончался 29 сентября 1594 года на 56-м году жизни; после его смерти титул и владения унаследовала младшая сестра Маргарет.